# 岩崎太整
岩崎太整（日语：／ Iwasaki Taisei，1979年7月22日—），日本男性音樂家、作曲家、劇伴作家。出身於北海道札幌市。

## 簡介
日本大學藝術學院電影學科畢業。是一位專門幫電影、電視劇、廣告等等進行配樂製作的作曲家。

## 人物
興趣是打籃球，因此經常提供跟NBA有關連的樂曲。父親來自函館市，說是他最喜歡的城市之一。

## 音樂作品

### 網路發佈單曲
| 發行日期      | 單曲名稱                             |
| ------------- | ------------------------------------ |
| 2016年1月27日 | Fire（WOWOW NBA原聲主題曲）          |
| 2021年6月24日 | My Wish（Netflix《全裸監督》主題歌） |

### 原聲音樂
- 夏日傾情（2013年）
- 她愛上了我的謊（2013年）
- Joker Game（2015年）
- 俺物語!!（2015年）
- 血界戰線（2015年）
- 暗夜英雄NAOTO（日语：ナイトヒーロー NAOTO）（2016年）
- NHK週六電視劇（日语：NHK土曜ドラマ）「The Sniffer 嗅覺搜查官（日语：スニッファー 嗅覚捜査官#テレビドラマ）」（2016年）
- 想成為奧田民生的男孩與讓遇見的男人都瘋狂的GIRL（日语：奥田民生になりたいボーイと出会う男すべて狂わせるガール）（2017年）
- 血界戰線 & BEYOND（2017年）
- 飛龍女孩（2018年）
- dele 刪除人生（2018年）
- Wonder Wall 劇場版（日语：ワンダーウォール〜京都発地域ドラマ〜#映画）（2020年）
- 龍與雀斑公主（2021年）

## 擔當作品和樂曲提供等

### 電影
- （2006年）
- R246story「省」（2008年）
- Blue Pacific Story（2009年）
- SR埼玉的說唱歌手（日语：サイタマノラッパー）（2009年）
- SR埼玉的說唱歌手2 女子說唱歌手☆藏在心中的韻腳（2010年）
- 去往墳墓吧！（日语：お墓に泊まろう!）（2010年）
- 桃花期（2011年）
- SR埼玉的說唱歌手 郊區沿街的逃亡者（日语：SRサイタマノラッパー ロードサイドの逃亡者）（2012年）
- 營業1∞萬次（日语：営業1∞万回）（2012年）
- 巨神兵現身東京 劇場版（2012年）
- 她愛上了我的謊（2013年）
- 神之舌 THE MOVIE（2013年）
- 戀愛漩渦（日语：恋の渦#映画）（2013年）
- 電影「立候補」（日语：立候補 (映画)）（2013年）
- 神之舌 THE MOVIE2（2014年）
- Joker Game（2015年）
- 俺物語!!（2015年）
- 攻殼機動隊（2017年）
- 想成為奧田民生的BOY與讓遇見的男人都瘋狂的GIRL（日语：奥田民生になりたいボーイと出会う男すべて狂わせるガール）（2017年）
- 奇蹟牆 劇場版（日语：ワンダーウォール〜京都発地域ドラマ〜#映画）（2020年）
- Delivery Health（2020年）
- in-side-out（2021年）
- 劇場版 加油！TEAM NACS（日语：がんばれ!TEAM NACS#劇場版）（2021年）
- 龍與雀斑公主（2021年）－音樂監督／音樂

### 電視劇
東京電視台
- 電視劇24
  - 桃花期（2010年）
  - 幸運三人組（日语：クローバー (平川哲弘の漫画)）（2012年）
- 好好！殭屍女孩（2012年）
- 美食知識立花刑警（日语：めしばな刑事タチバナ）（2013年）
- 山田孝之的東京都北區赤羽（2015年）
- 暗夜英雄NAOTO（日语：ナイトヒーロー NAOTO）（2016年）
- SR埼玉的說唱歌手 ～麥克細道～（日语：サイタマノラッパー）（2017年）
- 下北澤die hard（2017年）

富士電視台
- 夏日傾情（2013年）
- 沒有結束的故事 （页面存档备份，存于）（2014年）
- 女演員的C咖人生（日语：かもしれない女優たち）（2015年）
- 女演員的C咖人生2016（日语：かもしれない女優たち）（2016年）

NHK系列
- NHK綜合
  - 森山未來 自己拍攝的365日 跳舞的阿呆 （页面存档备份，存于）（2014年）
  - The Sniffer 嗅覺搜查官（日语：スニッファー 嗅覚捜査官#テレビドラマ）（2016年）
  - Living（2020年）
  - 黑白復仇代辦（日语：タリオ 復讐代行の2人）（2020年）－音樂製作人

- NHK BS Premium
  - 奇蹟牆（日语：ワンダーウォール〜京都発地域ドラマ〜）（2018年）

其它電視台
- dele 刪除人生（2018年，朝日電視台）
- 加油！TEAM NACS（日语：がんばれ!TEAM NACS）（2021年，WOWOW）

網路平台
- Netflix
  - AV帝王（2019年）
  - AV帝王 season2（2021年）

### 廣播劇
- （2021年，NHK）

### 動畫
- 血界戰線（2015年）
- 血界戰線 & BEYOND（2017年）
- 飛龍女孩（2018年）
- Spriggan（2022年）

### 電視節目
NHK綜合
- 通曉新聞週刊（日语：週刊まるわかりニュース）（2018年）
- 第70屆NHK紅白歌合戰片頭主題曲（2019年）

### 舞台
-  前進座劇場（日语：前進座#前進座劇場）（2009年）
- Cocoon歌舞伎（日语：コクーン歌舞伎）「佐倉義民傳（日语：佐倉惣五郎#作品化）」 Theather Cocoon（日语：シアターコクーン）（2010年）
- 搖滾音樂劇「搖滾芭比（英语：Hedwig and the Angry Inch (film)）」 Shibuya O-EAST（2012年）
- 「HEDWIG AND THE ANGRY INCH Special Show（英语：Hedwig and the Angry Inch (film)）」（2017年）

### 展示、裝置藝術
- 吉卜力工作室「巨神兵現身東京」（2012年）
- NHK 東京晴空塔開業記念光雕投影 「江戶、東京、以及迎向未來」（2012年）
- JR東日本 東京站光雕投影「TOKYO STATION VISION」（2012年）[3]
- NHK 「8K Future of TV」（2014年）
- 里約奧運 Japan House「Water Tree」（2016年）
- 東京奧運「TOKYO 2020 Venue」（2016年）
- 哈薩克 EXPO'17 日本館主要展示（2017年）

### 其它
- NTT docomo 「春與秋的青蛙王子（日语：春と秋のカエルの王子）」（2008年）
- 電視廣告「IMAGE」（2010年）
- AKB48「not yet」週末notyet 短篇影片
- 「月刊 田智子『Kazuko’s Case』（2011年）
- 第86屆 NHK全國學校音樂比賽（日语：NHK全国学校音楽コンクール） 高等學校社團 課題曲（2019年）
- （2020年）[4]
- 吉卜力工作室 愛知縣観光動畫「變成風，一起玩吧 （页面存档备份，存于）」（2021年）

## 樂曲提供
- DAOKO
  - 2016年：「FASHION」
  - 2017年：「TOKYO-KICK-ASS」

- 大森靖子
  - 2017年：

- 柏木上野與洛貝魯特吉野
  - 2017年：

- Every Little Thing
  - 2016年：

- Pierre中野（凜冽時雨）
  - 2014年：「Chaotic Vibes Orchestra」企劃製作
  - 2014年：「Animus」

- 福本莉子
  - 2018年：

- D-PI［甘粕檜曾根（久野美咲）、貝崎名緒（黑澤朋世）、星野繪瑠（河瀨茉希）、絹番莉莉子（新井里美）、日登美真弓（名塚佳織）］
  - 2018年：編曲、企劃製作

- SATOKO
  - 2018年：「Trick me Treat me」

## 得獎歷
- 2012年：第35屆日本電影學院獎 優秀音樂獎（《桃花期》）
- 2013年：好設計獎2013（JR東日本 東京站光雕投影『TOKYO STATION VISION』）
- 2022年：第45屆日本電影學院獎 最優秀音樂獎（《龍與雀斑公主》）

## 外部連結
- Melody Fair Official Website （日語）
- （日語）－岩崎太整的官方個人網站。
- （日語）－YouTube